# Phân compost

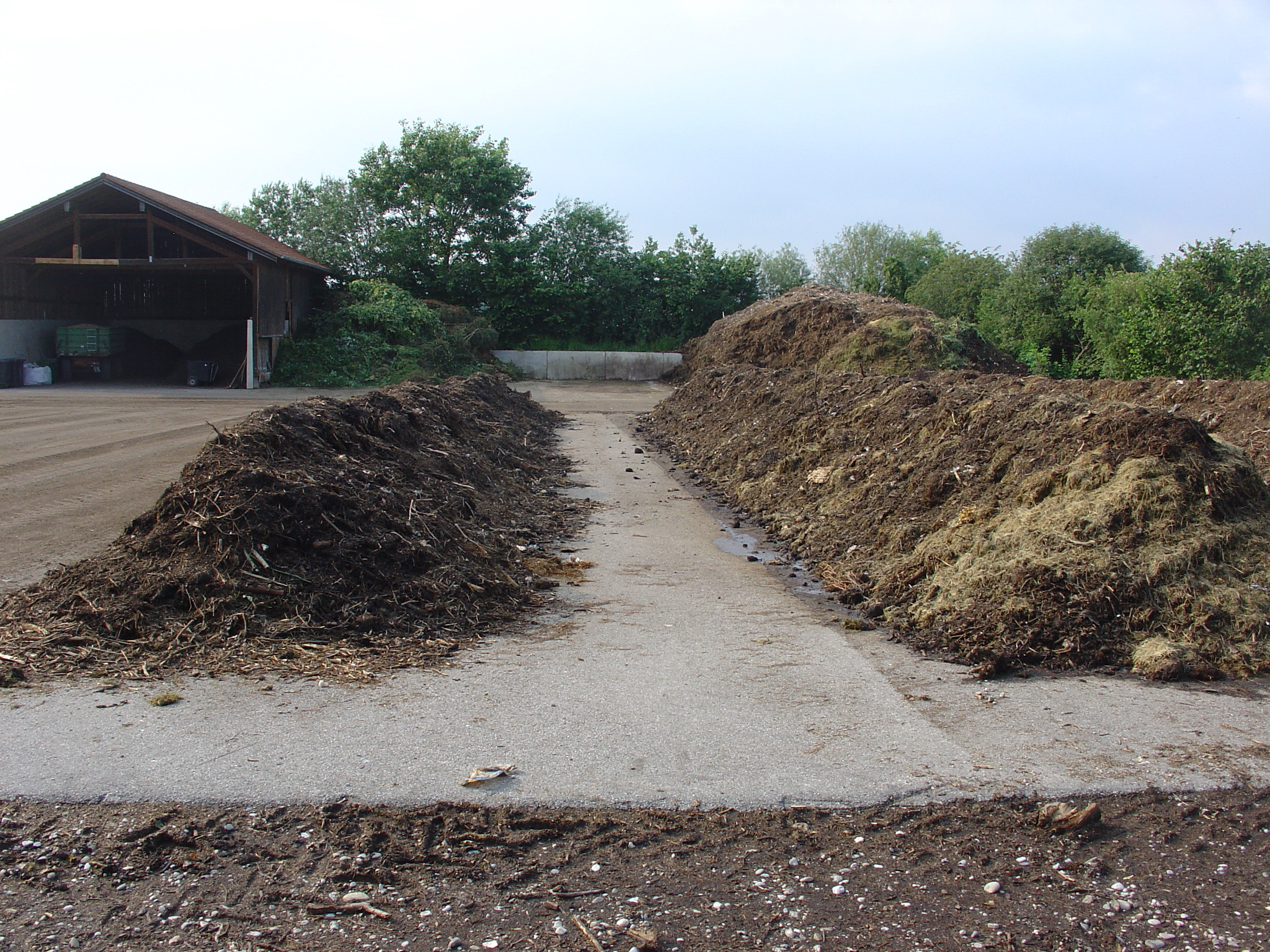
Một nhà máy sản xuất phân hữu cơ ở vùng nông thôn nước Đức

Phân hữu cơ (hay còn gọi là compost) là các chất hữu cơ đã được phân hủy và tái chế thành một loại phân bón để cải tạo đất. Phân hữu cơ là một thành phần quan trọng trong nền nông nghiệp hữu cơ.
Theo cách đơn giản, quá trình ủ được hiểu đơn giản là làm ẩm một phần chất hữu cơ hay còn gọi là chất thải màu xanh (như lá, chất thải thực phẩm) và chờ đợi cho các vật liệu bị phá hủy thành mùn sau một thời gian vài tuần hoặc vài tháng. Hiện nay, ủ phân là một phương pháp gồm nhiều bước, các quy trình được giám sát chặt chẽ với các thông số đầu vào được kiểm tra như nước, không khí, carbon và vật liệu giàu nitơ. Quá trình phân hủy được hỗ trợ bởi việc nghiền nhỏ các thực vật thô, thêm nước và đảm bảo thông khí thích hợp bằng cách thường xuyên xáo trộn. Giun và nấm tiếp tục hỗ trợ phá hủy các vật liệu. Vi khuẩn cần oxy để phát triển (vi khuẩn hiếu khí) và nấm quản lý các quá trình hóa học bằng cách kiểm soát các đầu vào như nhiệt, khí carbon dioxide và amoni. Amoni (NH4) là dạng nitơ được sử dụng bởi các nhà máy. Khi amoni có sẵn không được sử dụng bởi các nhà máy nó tiếp tục được chuyển đổi do vi khuẩn, tạo thành nitrat (NO3) thông qua quá trình nitrat hóa.
Phân hữu cơ rất giàu chất dinh dưỡng. Nó được sử dụng trong các khu vườn, cảnh quan, vườn cây và nông nghiệp. Các phân hữu cơ có lợi cho đất bằng nhiều cách, bao gồm như là điều hòa đất, làm phân bón, bổ sung các chất mùn quan trọng hoặc axit humic, và như là một loại thuốc trừ sâu tự nhiên cho đất. Trong hệ sinh thái, phân hữu cơ hữu ích cho việc kiểm soát xói mòn, đất đai và đất khai hoang, xây dựng vùng đất ngập nước, và làm bìa bãi rác. Với các thành phần hữu cơ, ủ các cách khác có thể được sử dụng để tạo ra khí sinh học thông qua tiêu hóa yếm khí.

## Thuật ngữ
Thuật ngữ "ủ" được sử dụng trên toàn thế giới với nhiều ý nghĩa khác nhau. Một số sách có định nghĩa về ủ phân hữu cơ hạn chế như là một hình thức phân hủy hiếu khí, chủ yếu do vi khuẩn. Một thuật ngữ thay thế cho phân hữu cơ là "tiêu hóa hiếu khí", do đó cũng được gọi là "ủ ướt".
Đối với nhiều người, ủ phân được sử dụng để tham khảo về một số dạng khác nhau của quá trình sinh học. Tại Bắc Mỹ, "ủ yếm khí" vẫn còn là một thuật ngữ chung của thế giới và trong các ấn phẩm kỹ thuật người ta gọi là "phân huỷ kỵ khí". Các vi sinh vật được sử dụng và các quá trình liên quan là khác nhau giữa phân compost và phân hủy yếm khí.

## Thành phần

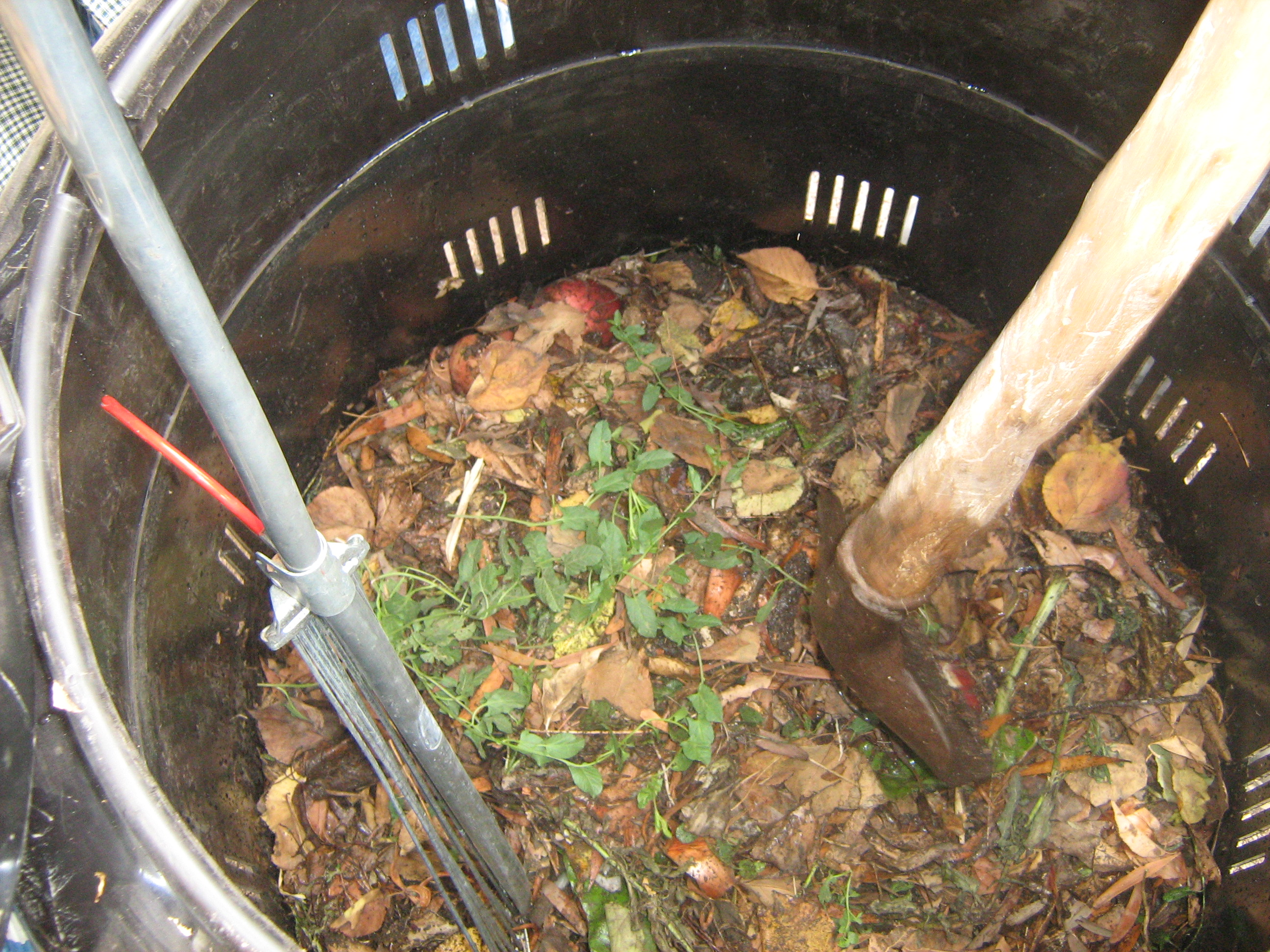
Thùng ủ phân tại nhà ở Escuela Barreales, Santa Cruz, Chile.

### Cacbon, nitơ, oxy, nước

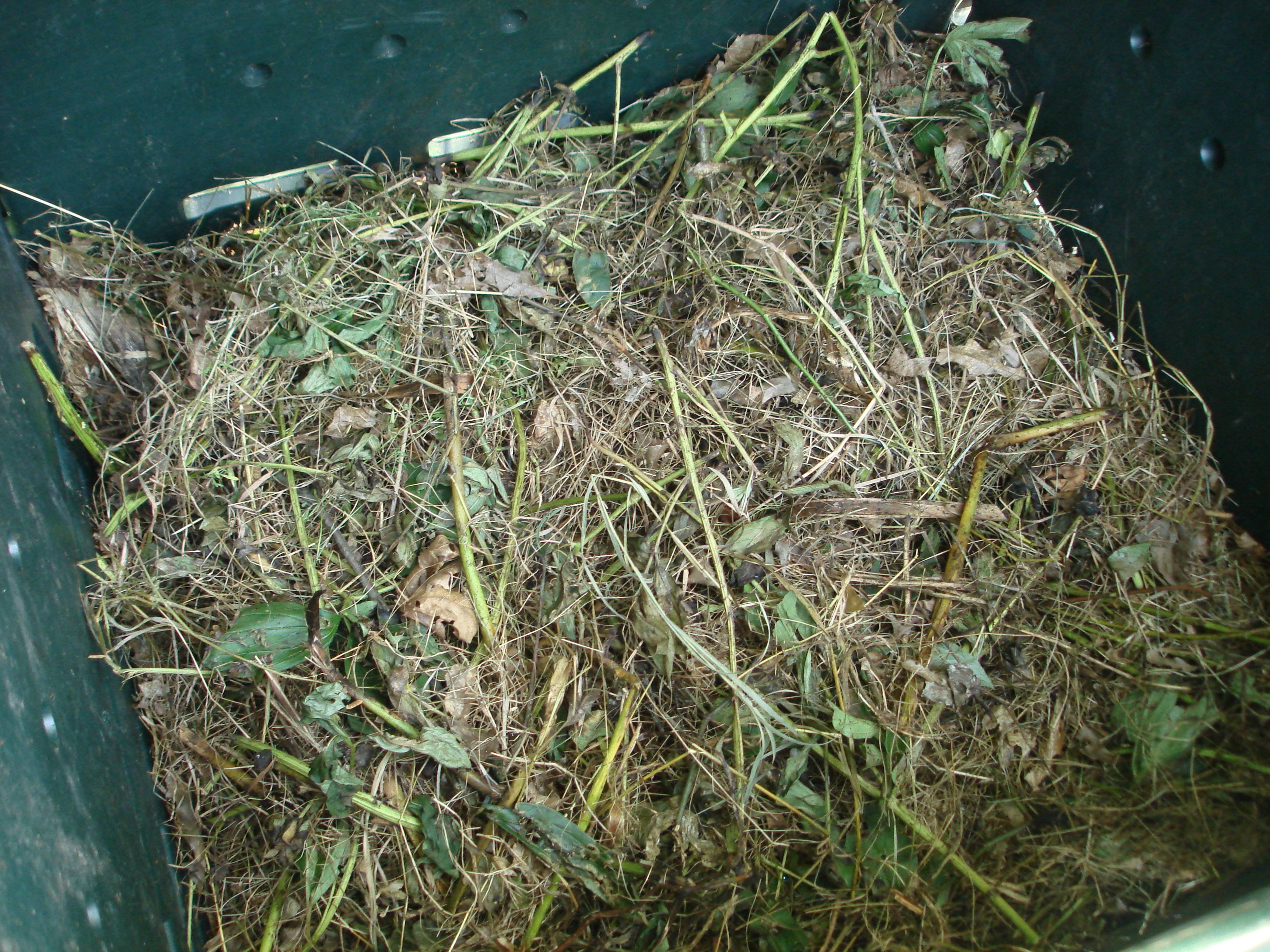
Một số thành phần vật liệu trong đống ủ phân hữu cơ.

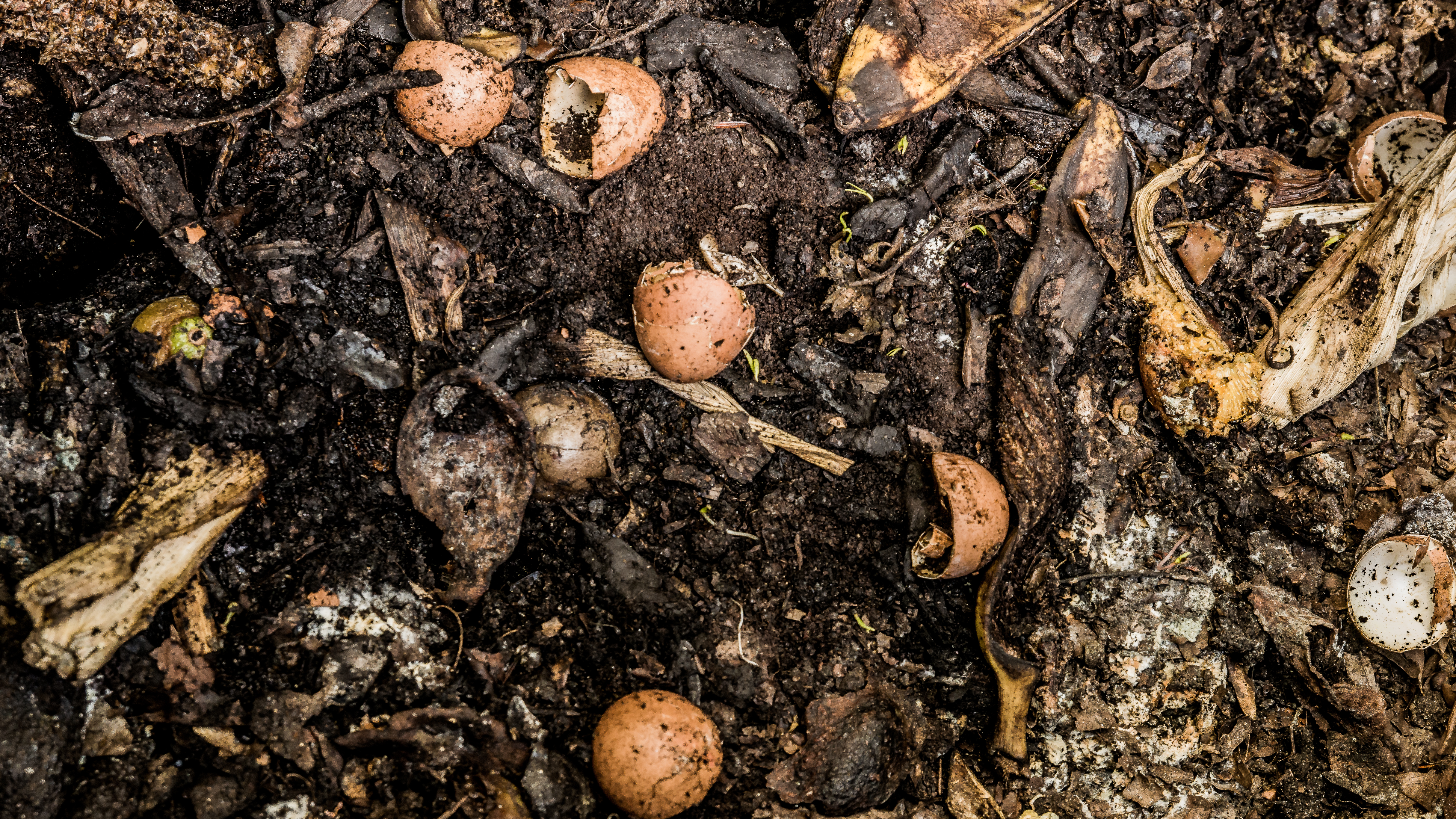
Thức ăn thừa được ủ.

Để ủ hiệu quả, yêu cầu 4 thành phần quan trọng không thể thiếu như:
- Carbon - năng lượng; quá trình oxy hóa sinh học các carbon cung cấp nhiệt, ở một mức phù hợp.[1]
- vật liệu carbon chủ yếu có màu nâu và khô.
- Nitơ - để phát triển và sản sinh nhiều khí hơn để oxy hóa cacbon.
- vật liệu nitơ chủ yếu có màu xanh (hoặc màu sắc khác, chẳng hạn như trái cây và rau quả) và ẩm ướt.
- Oxy -Oxy hóa cacbon,  giúp cho quá trình phân hủy.
- Nước – Giúp duy trì quá trình mà không gây ra điều kiện kỵ khí[2]

Có một vài nguyên liệu sẽ tạo ra các vi khuẩn có lợi để làm việc với một tốc độ giúp làm nóng quá trình ủ lên. Trong quá trình đó nhiều nước sẽ bốc hơi lên và oxy sẽ nhanh chóng cạn kiệt, điều này cần thiết phải xử lý, cần quản lý tốt các quá trình. Đống ủ càng nóng, không khí và nước càng phải được thường xuyên thêm vào nhiều hơn sự cần thiết; sự cân bằng không khí / nước là rất quan trọng để duy trì nhiệt độ cao (135 ° -160 °F / 50 ° - 70 °C) cho đến khi vật liệu bị phá vỡ. Đồng thời, quá nhiều không khí hoặc nước cũng làm chậm quá trình này, cũng như quá nhiều carbon (hoặc quá ít nitơ). Cần duy trì lượng phù hợp nhất định.
Ủ hiệu quả nhất ở một lượng tỷ lệ tối ưu carbon:nitơ khoảng 10:1-20:1. Ủ nhanh được ưa chuộng bởi có một tỷ lệ C/N khoảng ~ 30% hoặc ít hơn. Phân tích lý thuyết được thực hiện bằng cách thực nghiệm trên 30 mẫu hiếm nitơ, dưới 15 mẫu có khả năng thải khí thải của nitơ như amonia. Nếu nitơ cần phải được thêm vào, đề xuất ý kiến là để thêm khoảng 0,15 pound (1 pound ~ 0,4536 Kg) nitơ cho mỗi 3,75 feet khối của tài liệu hiếm nitơ. [Đối với những người không quen thuộc với các loại của các đơn vị: 0.64 g/l hoặc 640 gram nitơ cho mỗi mét khối.] 2 đến 3 pound bổ sung nitơ (bột máu, phân bón, bột xương, bột cỏ linh lăng) cho mỗi 100 pound tài liệu hiếm nitơ (ví dụ, rơm rạ hay mùn cưa), nguồn cung cấp nitơ dồi dào và các khoáng chất trong hỗn hợp nhiều carbon.
Hầu hết các thực vật và động vật đều có lượng cacbon và nitơ, nhưng hàm lượng rất khác nhau, với các đặc điểm đã nêu (khô hoặc ướt, nâu hay xanh lá cây). Một nhánh cỏ mới bị cắt có một tỷ lệ trung bình khoảng 15: 1 và vào mùa thu là khô thì khoảng 50: 1 còn tùy thuộc vào từng loài. Trộn các phần bằng nhau với tỷ lệ C:N lý tưởng. Một vài trường hợp cá biệt sẽ có một tỷ lệ hỗn hợp lý tưởng ở những điều kiện nhất định. Quan sát các trường hợp, và xem xét các loại vật liệu khác nhau được tạo thành một hỗn hợp theo thời gian, để có thể nhanh chóng đạt được một kỹ thuật mới có khả thi cho các tình huống cá biệt.

### Phân động vật và ổ rơm
Ở nhiều trang trại, các phân động vật dùng để làm phân hữu cơ thường được lấy ở các trang trại hay ổ rơm của động vật. Rơm và mùn cưa là vật liệu phổ biến để làm ổ rơm. Một số vật liệu khác cũng được sử dụng bao gồm các tờ báo chí và bìa các tông đã được cắt nhỏ. Lượng phân thải ra tại một trang trại chăn nuôi thường bị ảnh hưởng bởi chu kì dọn vệ sinh, diện tích đất, và điều kiện thời tiết. Mỗi loại phân có tính chất hóa học riêng và các đặc điểm sinh học cũng khác nhau. Phân gia súc và phân ngựa khi trộn với ổ rơm thì rất tốt cho việc ủ phân. Phân heo thì rất ẩm ướt và thường không trộn lẫn với ổ rơm, phải được trộn với rơm hoặc nguyên vật liệu tương tự. Phân gia cầm cũng phải được pha trộn với các vật liệu chứa carbon (những vật liệu có hàm lượng nitơ thấp), chẳng hạn như mùn cưa hoặc rơm.

### Vi sinh vật
Với sự pha trộn thích hợp từ các thành phần nước, oxy, carbon và nitơ, vi sinh vật sẽ phá vỡ các chất hữu cơ để sản xuất phân hữu cơ. Quá trình ủ phân hữu cơ phụ thuộc vào vi sinh vật để phân hủy chất hữu cơ thành phân. Có rất nhiều loại vi sinh vật được tìm thấy trong phân giúp ích cho quá trình như:
- Vi khuẩn –Trong số các vi sinh vật được tìm thấy trong phân số lượng lớn nhất được tìm thấy là vi khuẩn. Tùy thuộc vào giai đoạn của phân compost, vi khuẩn ưa nhiệt độ cao hay vi khuẩn ưa nhiệt độ trung bình chiếm ưa thế.
- Xạ khuẩn- cần   thiết để phá vỡ các vật liệu giấy như báo, vỏ cây, vv
- Nấm - Nấm mốc và nấm men    trợ giúp phá vỡ vật liệu khi mà vi khuẩn không phá hủy  được, đặc biệt là lignin trong nguyên liệu gỗ.
- Protozoa - Trợ giúp vi khuẩn, nấm và các hạt   hữu cơ vi sinh tiêu thụ vật liệu
- Luân trùng - Luân   trùng giúp kiểm soát quần thể vi khuẩn và sinh vật nhỏ đơn bào.

Ngoài ra, giun đất không chỉ ăn vật liệu ủ phân mà còn liên tục làm tơi xốp và thấm nước tốt hơn khi chúng di chuyển qua lại.
Việc một quần thể vi sinh vật kém phát triển là lý do chính làm cho quá trình ủ phân chậm chạp. Trong các bãi chôn lấp, các yếu tố như môi trường thiếu khí oxy, chất dinh dưỡng hay nước là nguyên nhân của quần thể sinh vật kém phát triển.

### Các giai đoạn của phân compost
Trong điều kiện lý tưởng, việc ủ phân được tiến hành qua ba giai đoạn chính
Bước đầu, giai đoạn mesophilic, trong đó phân hủy được thực hiện ở nhiệt độ vừa phải bởi các vi sinh vật ưa nhiệt độ trung bình.
Ở giai đoạn hai, khi tăng nhiệt độ lên, bắt đầu giai đoàn ưa nhiệt độ cao. Trong đó, phân hủy được thực hiện bởi các vi khuẩn ưa nhiệt độ cao.
Giai đoạn cuối, khi sự cung cấp của các hợp chất cao năng lượng ngày càng giảm, nhiệt độ bắt đầu giảm, và vi khuẩn ưa nhiệt độ trung bình một lần nữa chiếm ưu thế vào giai đoạn trưởng thành.

### Chất thải của con người
Chất thải của con người (hay còn gọi là phân) cũng có thể được thêm vào như một tài liệu cho quá trình ủ phân, giống như nó được thực hiện trong nhà vệ sinh có hầm tự hoại. Chất thải của con người là một loại vật liệu hữu cơ giàu nitơ.
Con người tiết ra nhiều nước để hòa tan các chất dinh dưỡng (nitơ, phosphor, kali) trong nước tiểu nhiều hơn trong phân. Nước tiểu người có thể được sử dụng trực tiếp làm phân bón hoặc nó có thể dung để ủ phân. Cho thêm nước tiểu của một người khỏe mạnh vào phân thường thì sẽ giúp tăng nhiệt độ. Do đó, làm tăng khả năng tiêu diệt mầm bệnh và các hạt mầm không mong muốn trong phân. Nước tiểu từ một người không có bệnh thi vệ sinh hơn nhiều so với phân tươi. Không giống như phân, nước tiểu không thu hút ruồi (như ruồi nhà hoặc ruồi đen), và nó không chứa tác nhân gây mầm bệnh, chẳng hạn như sâu ký sinh trứng. Nước tiểu để lâu thường không bốc mùi, đặc biệt khi nó pha loãng.
Nước tiểu có thành phần chủ yếu gồm nước và urê.

### Humanure
"Humanure" là một từ ghép của "con người và phân", chỉ định phân người (phân và nước tiểu) mà được tái chế thông qua quá trình ủ nông nghiệp hoặc các mục đích khác. Thuật ngữ này được sử dụng lần đầu trong một cuốn sách năm 1994 bởi Joseph Jenkins. Các humanure được sử dụng bởi những người có hứng thú với phân hữu cơ tại Mỹ nhưng không thông dụng ở những nơi khác. Bởi vì thuật ngữ "humanure" không có định nghĩa chính xác vì vậy nó tùy thuộc vào mục đích sử dụng khác nhau; nhiều người đôi khi không phân biệt chính xác giữa humanure và bùn thải hoặc "chất rắn sinh học", các định nghĩa này có ý nghĩa khác nhau.

## Sử dụng
Phân hữu cơ thường được khuyến khích như là một chất dinh dưỡng cho đất, như một người cải tạo đất trồng trọt, cung cấp mùn và chất dinh dưỡng. Nó cung cấp một môi trường phát triển hoàn hảo, hoặc đóng vai trò như là một vật liệu thấm xốp để giữ ẩm và hòa tan các khoáng chất, cung cấp sự hỗ trợ và các chất dinh dưỡng mà cây có thể phát triển, mặc dù nó ít khi được sử dụng riêng lẽ, nó được chủ yếu trộn với đất, cát, sạn, vỏ cây, chất khoáng, hoặc các hạt đất sét để sản xuất mùn. Phân hữu cơ có thể được canh tác trực tiếp vào đất hoặc bón vừa đủ để tăng mức độ chất hữu cơ và độ dinh dưỡng chung của đất. Phân hữu cơ được sẵn sàng để được sử dụng như là một chất dinh dưỡng có màu nâu tối hoặc màu đen với một mùi giống đất.
Nói chung, gieo hạt trực tiếp vào phân được khuyến cáo là không nên vì tốc độ làm khô nhanh có thể gây mất độ ẩm và sự hiện diện có thể có của độc tố thực vật gây ức chế sự nảy mầm, và có thể tạo ra nitơ do phân hủy không hết các chất gỗ. hỗn hợp từ 20-30% của phân hữu cơ là rất phổ biến để sử dụng cho việc cấy cây con ở giai đoạn lá mầm hoặc sau đó.
Phân trộn có thể tiêu diệt các mầm bệnh hoặc hạt mầm không mong muốn. "Thuốc trừ vi khuẩn" trong phân có thể diệt trừ bao gồm ưa nhiệt và mesophiles, một số ấu trùng ruồi và sâu đỏ, cũng làm giảm rất nhiều mầm bệnh. Ủ nhiệt độ cao được biết đến để tiêu diệt nhiều hạt giống và gần như tất cả các loại mầm bệnh (trường hợp ngoại lệ có thể bao gồm các prion). Các chất khử trùng ủ (ưa nhiệt) mong muốn là nơi có một khả năng cao của các mầm bệnh, chẳng hạn như với phân.

## Công nghệ ủ

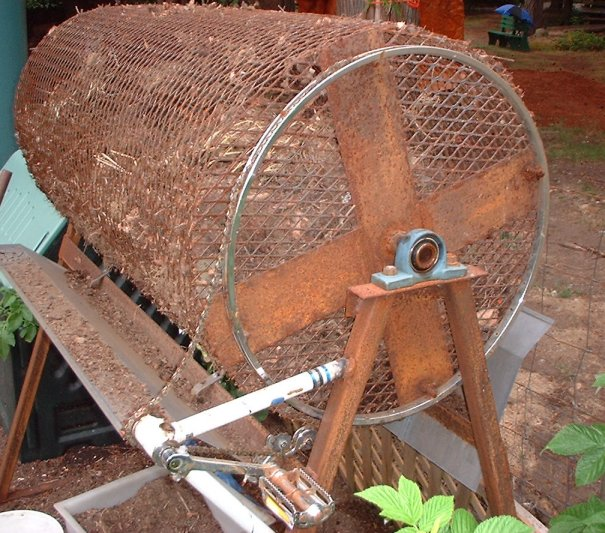
Con quay lọc vật liệu ủ tự chế.

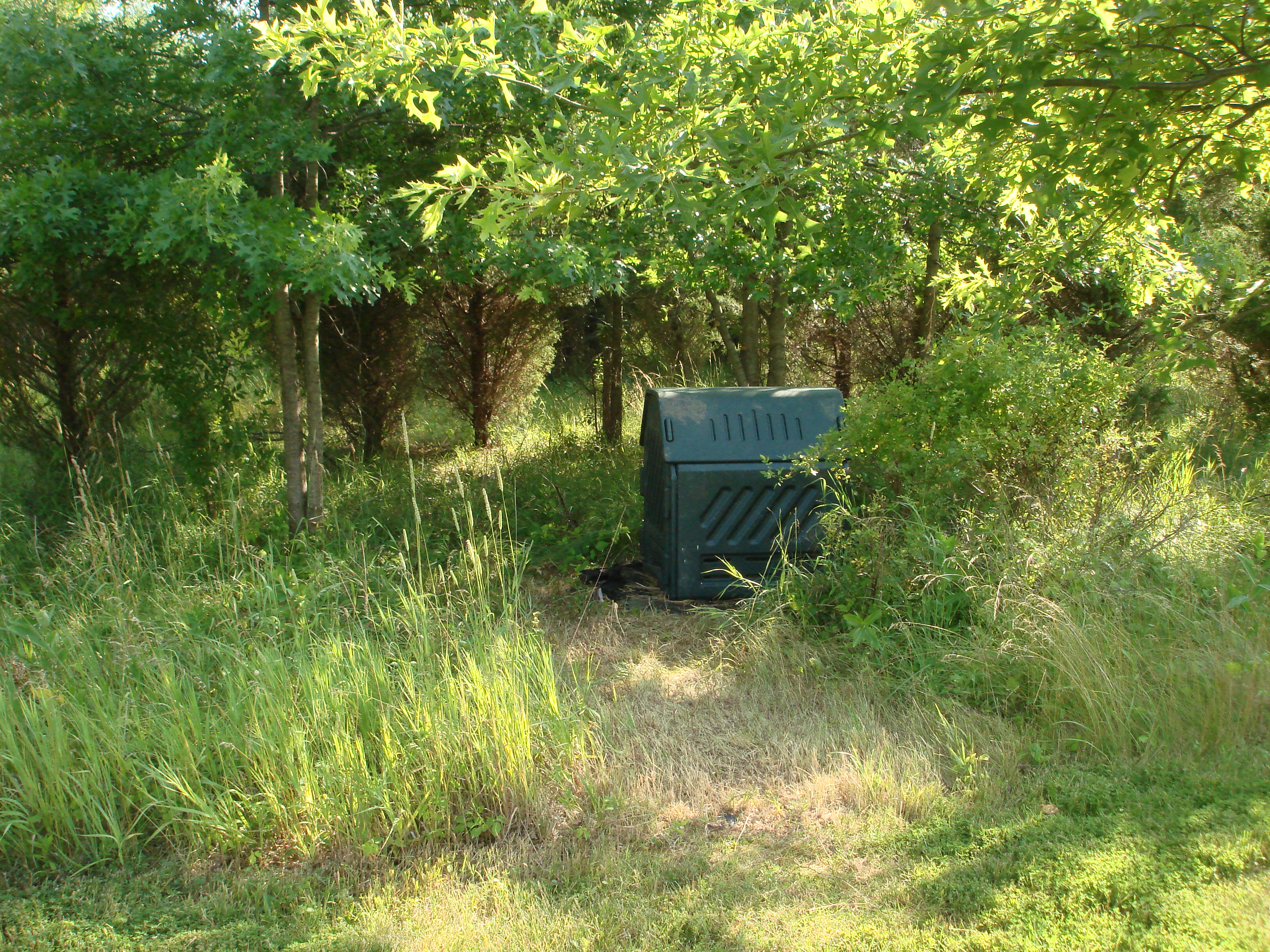
Thùng ủ phân được làm từ chất dẻo.

### Tổng quan
Ngoài các phương pháp ủ truyền thống, các cách tiếp cận khác nhau dẫn đến nhiều phương pháp khác nhau được phát triển để xử lý các quá trình khác như: ủ, thành phần, địa điểm, và các ứng dụng cho các sản phẩm phân compost.
Có một lượng lớn các phương pháp ủ khác nhau trên thế giới, ví dụ:
·       Ở cấp độ hộ gia đình: ủ phân tại hầm tự hoại, ủ trong thùng chứa, ủ bằng kỹ thuật vermicomposting
·       Ủ quy mô công nghiệp (quy mô lớn): ủ tĩnh bằng ga, kỹ thuật vermicomposting, ủ windrow vv

## Ví dụ

### Vermicomposting

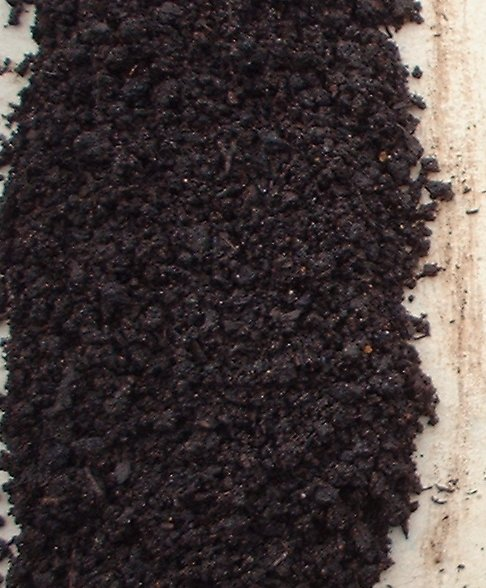
Rotary screen harvested worm castings

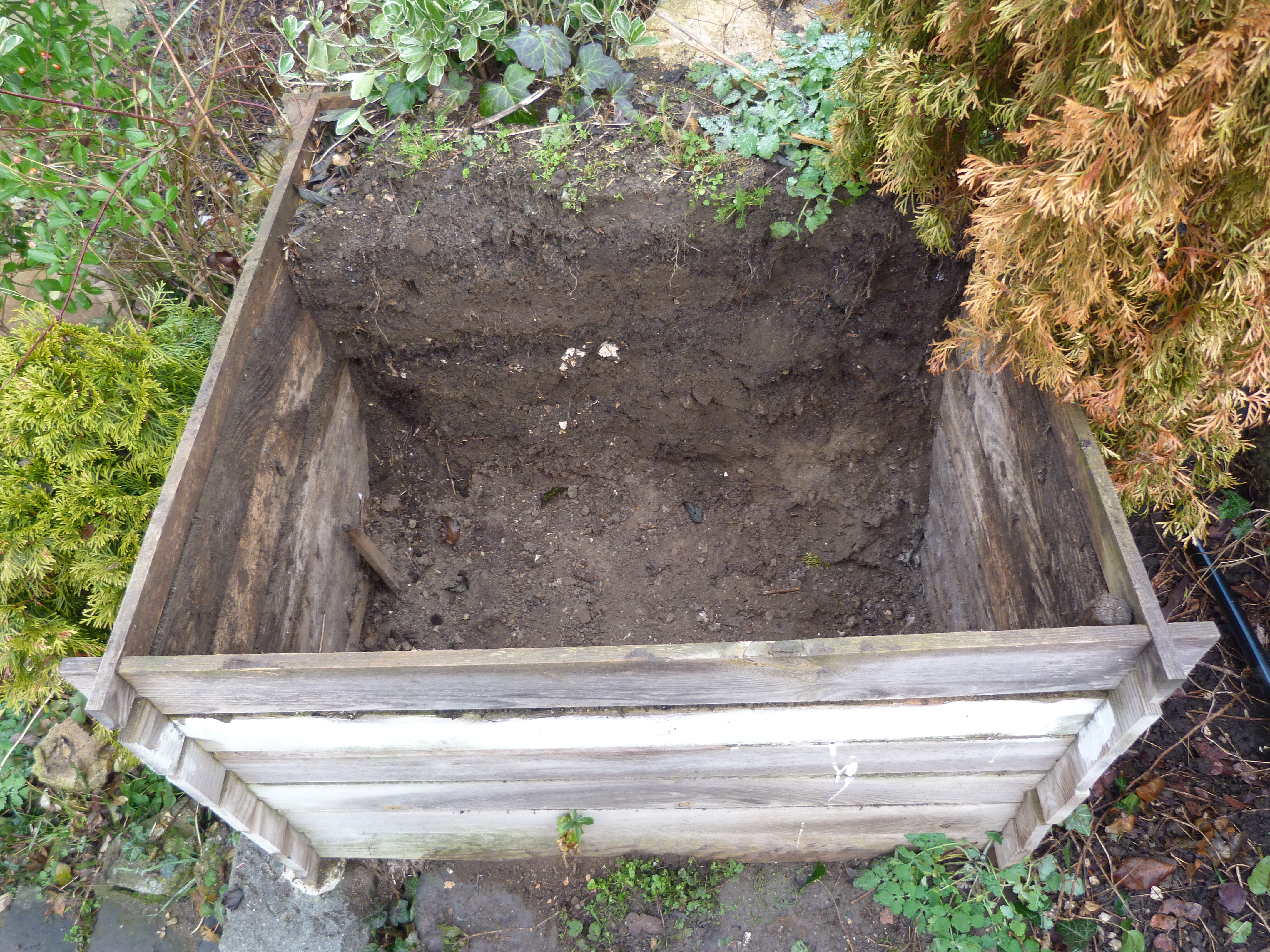
Chất thải thực phẩm - sau 3 năm.

Vermicompost là một quá trình đơn giản của công nghệ sinh học ủ phân, trong đó một số loài giun đất được sử dụng để tăng cường quá trình chuyển đổi chất thải và sản xuất ra với sản phẩm tốt hơn. Vermicomposting là một quá trình sử dụng vi sinh vật và giun đất đang hoạt động ở nhiệt độ 10 – 32 °C (nhiệt độ trong đống hữu cơ ẩm).
Quá trình này nhanh hơn việc ủ phân vì vật liệu đi qua ruột giun, Một sự chuyển hóa đáng kể đã diễn ra dù chưa đầy đủ. Và tạo ra kết quả là phân của giun có hoạt động rất phong phú của nhiều vi sinh vật giúp cho sự tăng trưởng của thực vật và có tác dụng cải tạo, kiềm hãm các vi khuẩn có hại. Chỉ trong thời gian ngắn, giun đất thông qua một quá trình "ma thuật" sinh học, đã có thể chuyển đổi rác thải thành "vàng".(Vermi Co năm 2001, Tara Crescent 2003)
Các chất thải hữu cơ trong thiên nhiên để có thể tự phân hủy ra thành chất mùn như vermicompost phải mất một thời gian rất dài, có thể lên đến vài trăm năm hoặc vài nghìn năm tùy theo chất hữu cơ nào, tuy nhiên theo nghiên cứu này thì vật liệu chỉ việc qua ruột giun ra bên ngoài đã có thể chuyển hóa thành vermicompost, một loại hữu cơ giàu dinh dưỡng và dễ hấp thụ bởi thực vật.

### Hügelkultur (Tạo luống hoặc gò đất)

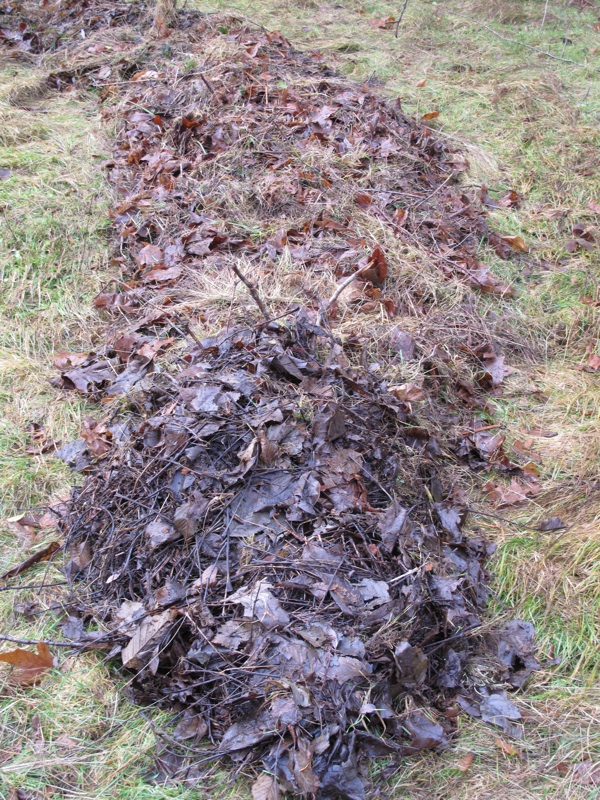
Một luống Hügelkultur.

Các làm tạo luống hoặc gò với vật liệu mục nát hay gỗ cũng được gọi là "Hügelkultur" trong tiếng Đức. Nó có tác dụng che phủ khỏi bụi bẩn.
Lợi ích của hügelkultur là giữ nước và làm tăng nhiệt độ. Giúp dễ phân hủy hơn, có thể giữ nước và lưu trữ lại để cây trồng sử dụng khi phát triển.
Việc các chất mùn bị phân hủy sẽ tỏa nhiệt, cũng giống như tất cả các phân hữu cơ khác, trong nhiều năm. Các hiệu ứng này đã được Sepp Holzer ứng dụng để giúp cây ăn quả tồn tại ở những nơi có nhiệt độ khắc nghiệt.

### Ủ bằng ấu trùng ruồi đen
Ấu trùng ruồi đen đã được chứng minh để có thể giúp nhanh chóng phân hủy một lượng lớn chất thải hữu cơ khi nhiệt độ ở 31,8 °C, nhiệt độ tối ưu cho việc sinh sản. Các nhà nghiên cứu đã thử nghiệm với một số lượng lớn các chất thải khác nhau để đưa ra kết quả chính xác.

### Ủ bằng côn trùng
Đây là một phương pháp ủ phân bằng côn trùng trung gian. Trong trường hợp này người ta sử dụng số lượng các loài gián bất kỳ (như gián Turkestan hoặc Blaptica dubia) được sử dụng để nhanh chóng phân hủy phân hoặc chất thải dinh dưỡng. Tùy thuộc vào loài được sử dụng và điều kiện môi trường, côn trùng dư thừa có thể được sử dụng để làm thức ăn cho gia súc hoặc vật nuôi.

### Chế phẩm sinh học Bokashi

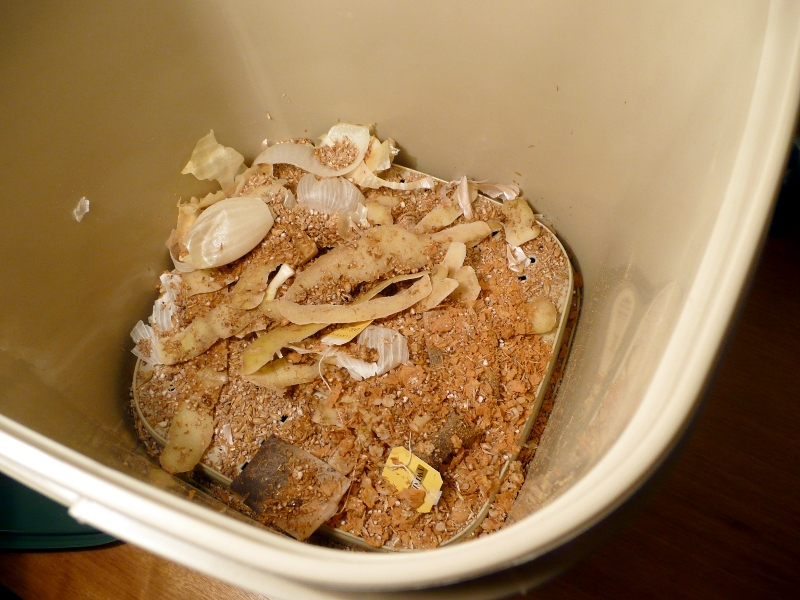
Bên trong một thùng Bokashi khi vừa mới bắt đầu ủ. Một số khí ga cơ bản có thể nhìn thấy thông qua các thức ăn thừa và cám.

Bokashi là một phương pháp sử dụng kết hợp của các vi sinh vật để phân hủy chất thải thực phẩm và giảm mùi. Bokashi trong thuật ngữ của Nhật Bản là cho "che đi" hoặc "phân cấp". Nó bắt nguồn từ thực tế của nông dân thế kỷ trước Nhật Bản các chất thải thực phẩm sẽ làm đất đai màu mỡ, nơi có chứa các vi sinh vật sẽ lên men các chất thải tạo phân hữu cơ. Sau một vài tuần, họ sẽ chôn các chất thải xuống tạo mùn.
Hầu hết các các vi sinh vật có từ các sản phẩm có các vi sinh vật như EM1, nó được bán đầu tiên vào năm 1980. EM1 được trộn với các chất carbon (ví dụ mùn cưa hoặc cám) và thực phẩm (ví dụ như mật đường). Hỗn hợp được xếp lớp trong một hộp kín và sau một vài tuần thì được đem chôn lấp.
Ủ bằng trà
Trà trong phân hữu cơ được hiểu là chất chiết xuất từ nước ủ từ vật liệu ủ và có thể có được từ quá trình hiếu khí hoặc kỵ khí. Trà thường được sản xuất từ cách thêm một khối lượng phân để tích nước. Phương pháp này cũng đã được chứng minh là có tác dụng về việc làm giảm các mầm bệnh thực vật.

### Ủ bằng hầm tự hoại
Hầm tự hoại ủ không cần nước hoặc điện, và khi được quản lý đúng cách thì sẽ không gây mùi. Hầm tự hoại ủ phân người mà sau đó có thể thêm vào mùn cưa hoặc rơm hoặc vật liệu giàu carbon khác, nó sẽ làm các mầm bệnh bị tiêu diệt ở một mức độ nào đó. Lượng tiêu diệt mầm bệnh phụ thuộc vào nhiệt độ (điều kiện vi sinh vật ưu nhiệt trung bình hoặc ưa nhiệt cao) và thời gian ủ. Hầm tự hoại có thể xử lý chất thải tại chỗ mặc dù thường được kết hợp thêm với một bước ủ bên ngoài. Kết quả của các sản phẩm phân hữu cơ này có những cái tên khác nhau, chẳng hạn như humanure và EcoHumus.
Hầm tự hoại có thể hỗ trợ trong việc bảo vệ nước. Nó tiếp tục ngăn ngừa sự ô nhiễm nguồn nước ngầm bằng cách kiểm soát các chất phân huỷ trước khi vào hệ thống. Khi được quản lý đúng cách, sẽ không có sự ô nhiễm mặt đất từ nước thải.